# Machairocentron echinatum
Machairocentron echinatum är en nattsländeart som först beskrevs av Oliver S. Flint Jr. 1981.  Machairocentron echinatum ingår i släktet Machairocentron och familjen Xiphocentronidae. Inga underarter finns listade i Catalogue of Life.